# Pharta koponeni
Pharta koponeni Benjamin, 2014 è un ragno appartenente alla famiglia Thomisidae.

## Etimologia
Il nome proprio è in onore dell'aracnologo finlandese Seppo Koponen (1944- )

## Caratteristiche
L'olotipo maschile rinvenuto ha lunghezza totale è di 2,2 mm; la lunghezza del cefalotorace è di 1,1 mm e la sua larghezza è di 1,1 mm

## Distribuzione
La specie è stata reperita in Thailandia, nella provincia di Kanchanaburi, all'interno del Erawan National Park

## Tassonomia
Al 2014 non sono note sottospecie e dal 2014 non sono stati esaminati nuovi esemplari.